# Škoda 1101/1102
Škoda 1101 i 1102 (typ 938) – seria samochodów osobowych produkowanych w latach 1946–1952 pod marką Škoda przez czechosłowackie zakłady AZNP Mladá Boleslav. Znana też potocznie jako Tudor od nazwy podstawowego wariantu nadwoziowego. Produkowana była w wersjach 2-drzwiowego sedana (tudor) lub kabrioletu, 4-drzwiowego sedana, kombi, roadstera, furgonu i sanitarki, a także odkrytej wersji wojskowej 1101 VO/P. Eksportowana w dużych liczbach do innych krajów, w tym do Polski.

## Historia rozwoju
Škoda 1101 była pierwszym powojennym modelem produkowanym w zakładach Škody. Pomimo widocznych różnic zewnętrznych, samochód był oparty na zmodernizowanej konstrukcji modelu Škoda Popular 1101 z okresu II wojny światowej, będącej rozwinięciem przedwojennej linii modeli Popular, dzieląc z nim takie samo oznaczenie fabryczne typu 938. Prace nad nowym samochodem 1101 rozpoczęto po kryjomu jeszcze podczas okupacji niemieckiej. Miał tę samą stalowo-drewnianą konstrukcję nadwozia i nieco tylko ulepszony czterosuwowy rzędowy chłodzony wodą silnik o pojemności 1089 cm³ i mocy 32 KM. Główną różnicę stanowiło nowocześniejsze nadwozie, z reflektorami wkomponowanymi w błotniki.
Z dalszych ulepszeń, w układzie przeniesienia napędu przeguby Hardy'ego zastąpiono przegubem Cardana, a amortyzatory cierne przedniej osi zastąpiono hydraulicznymi. Samochód otrzymał czterobiegową skrzynię biegów w miejsce trzybiegowej, z dźwignią w podłodze (jedynie pierwsze samochody 1101 otrzymały skrzynie trzybiegowe, z przedwojennych zapasów). Nowa była deska przyrządów, która została przystosowana do montażu radia. Dźwignia ręcznego hamulca została przeniesiona pod kierownicę i otrzymała formę „rączki od parasola”. Samochód jednak nie został wyposażony w ogrzewanie. Prędkość maksymalna wynosiła 100 km/h.
Pierwotnie samochód Škoda 1101 został zaprezentowany 6 marca 1946 roku w dwudrzwiowej wersji nazywanej tudor. Jeszcze w tym samym roku opracowano wersje nadwoziowe: sanitarkę, roadster, czterodrzwiowy sedan, tudor-kabriolet i furgon. Sanitarki i furgony produkowano od 1947 roku, wersje roadster i sedan od 1948 roku, a od 1949 roku gamę uzupełniło trzydrzwiowe kombi STW. Ponadto produkowano głównie dla wojska, wersje uterenowioną, z nowym nadwoziem 1101 VO/P.
W 1945 roku fabryka samochodów koncernu Škoda została znacjonalizowana i przekształcona w przedsiębiorstwo państwowe AZNP (Automobilové závody, národní podnik) Mladá Boleslav, lecz zachowano dotychczasową markę Škoda. Do przedsiębiorstwa dołączono następnie szereg innych, poprzednio niezależnych zakładów, jak zakłady w Vrchlabí (dawne zakłady karoserii Peter i synowie) i Kvasinach, co, w połączeniu z dużym popytem na samochody po wojnie, pozwoliło znaczenie zwiększyć produkcję w stosunku do czasów przedwojennych. W głównych zakładach w Mladej Boleslavi produkowano wersje osobowe (tudor i sedan) oraz podwozia wszystkich samochodów Škoda 1101/1102, a wersje specjalne i użytkowe były karosowane w innych zakładach, przede wszystkim w Vrchlabí i Kvasinach.
W 1948 roku nieco zmieniono stylistykę, wprowadzając pięć grubych poziomych żeber na atrapie chłodnicy, zamiast siedmiu cieńszych (początkowo otrzymały je roadstery i sedany, następnie pozostałe wersje osobowe, a użytkowe od 1950 roku). Od połowy 1950 roku stosowano nową dwuramienną kierownicę, zamiast trójramiennej.
W kwietniu 1949 roku samochód został poddany modyfikacjom, co spowodowało zmianę nazwy na Škoda 1102. W nowej wersji przeniesiono dźwignię zmiany biegów z podłogi na kolumnę kierownicy. Z zewnątrz różnicę stanowił nowy przedni zderzak, zintegrowany z nadwoziem i lakierowany na jego kolor. Wprowadzono też wywietrzniki w bocznych ścianach, przed drzwiami i zmodernizowano deskę przyrządów. W wersji 1102 produkowano przede wszystkim wersje osobowe, a wersje użytkowe na ogół dalej produkowano jako 1101. Model Škoda 1102 produkowano do października 1951, a ostatnią Škodę 1101 wyprodukowano 23 maja 1952.
Wyprodukowano 67 534 lub 66 904 samochodów (odpowiednio 71 591 lub 71 141 z wersją wojskową VO/P). Większość samochodów Škoda 1101/1102 wyeksportowano – w samych latach 1947-1951 eksport wynosił 46 900 (dokładny eksport za 1946 i 1952 rok nie jest znany, lecz mogło to być kilka tysięcy sztuk). Najwięcej ich trafiło do Polski (8376), Holandii (7762) i Belgii (5741), a w mniejszych liczbach do innych krajów, także pozaeuropejskich, na wszystkie kontynenty (do krajów jak: Australia, Brazylia, Kanada, Kenia, RPA, Pakistan). Na rynki eksportowe produkowano też wersje z kierownicą po prawej stronie.

## Wersje nadwoziowe

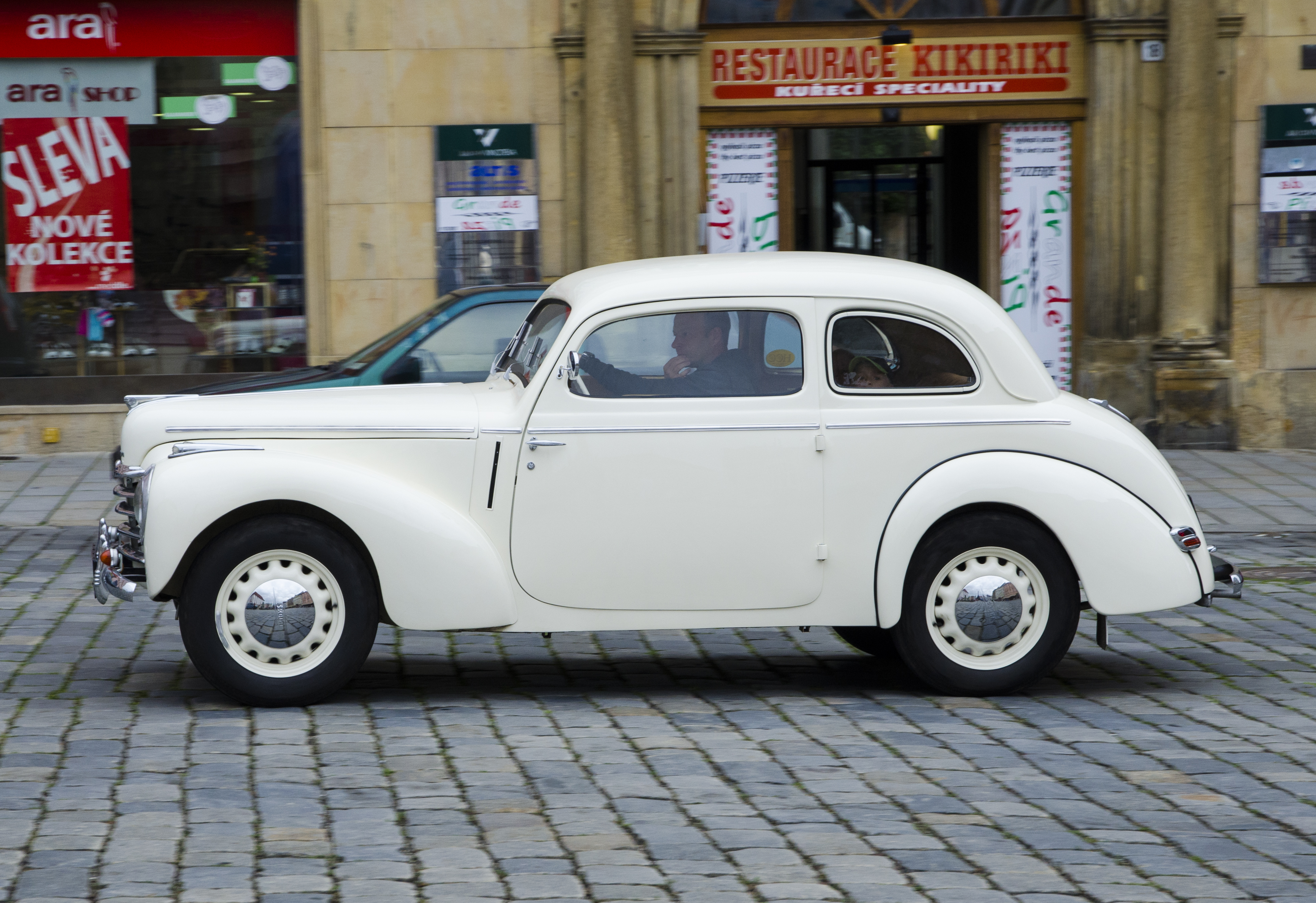
Škoda 1101 Tudor

### Tudor
Podstawową wersją nadwoziową był 2-drzwiowy sedan, określany jako tudor. Przednie siedzenia, ze wspólnym siedziskiem, miały odchylane oparcia dla zajęcia miejsc na tylnej 2-osobowej kanapie. Pierwszy seryjny tudor został wyprodukowany 7 maja 1946. Od września 1949 produkowano je jako Škoda 1102 – ostatnie 31 października 1951

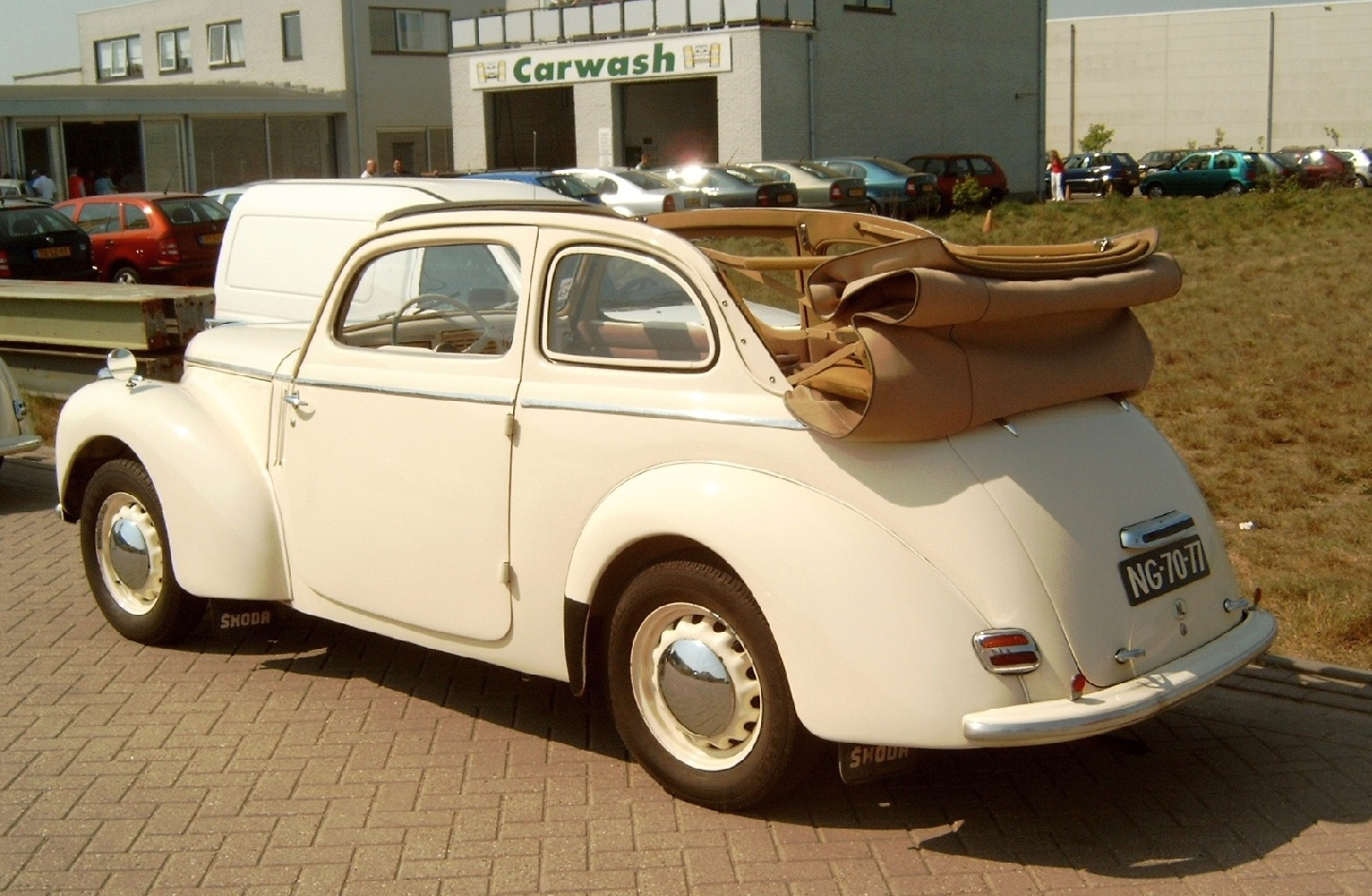
Škoda 1102 Tudor-Cabriolet

### Tudor-kabriolet
Dwudrzwiowa wersja tudor-kabriolet posiadała stałe ramki drzwi i okien i składany do tyłu dach. Pierwotnie oznaczona była jako Cabriolet, później Tudor-Cabriolet lub Cabrio-Tudor. Produkowana była w wersjach 1101 i 1102. Pierwszy tudor-kabriolet został zbudowany 30 września 1946, ostatni 15 lutego 1951. Ogółem w wersjach tudor i tudor-kabriolet wyprodukowano ok. 29 000 samochodów, wszystkie w zakładach w Mladej Boleslavi.

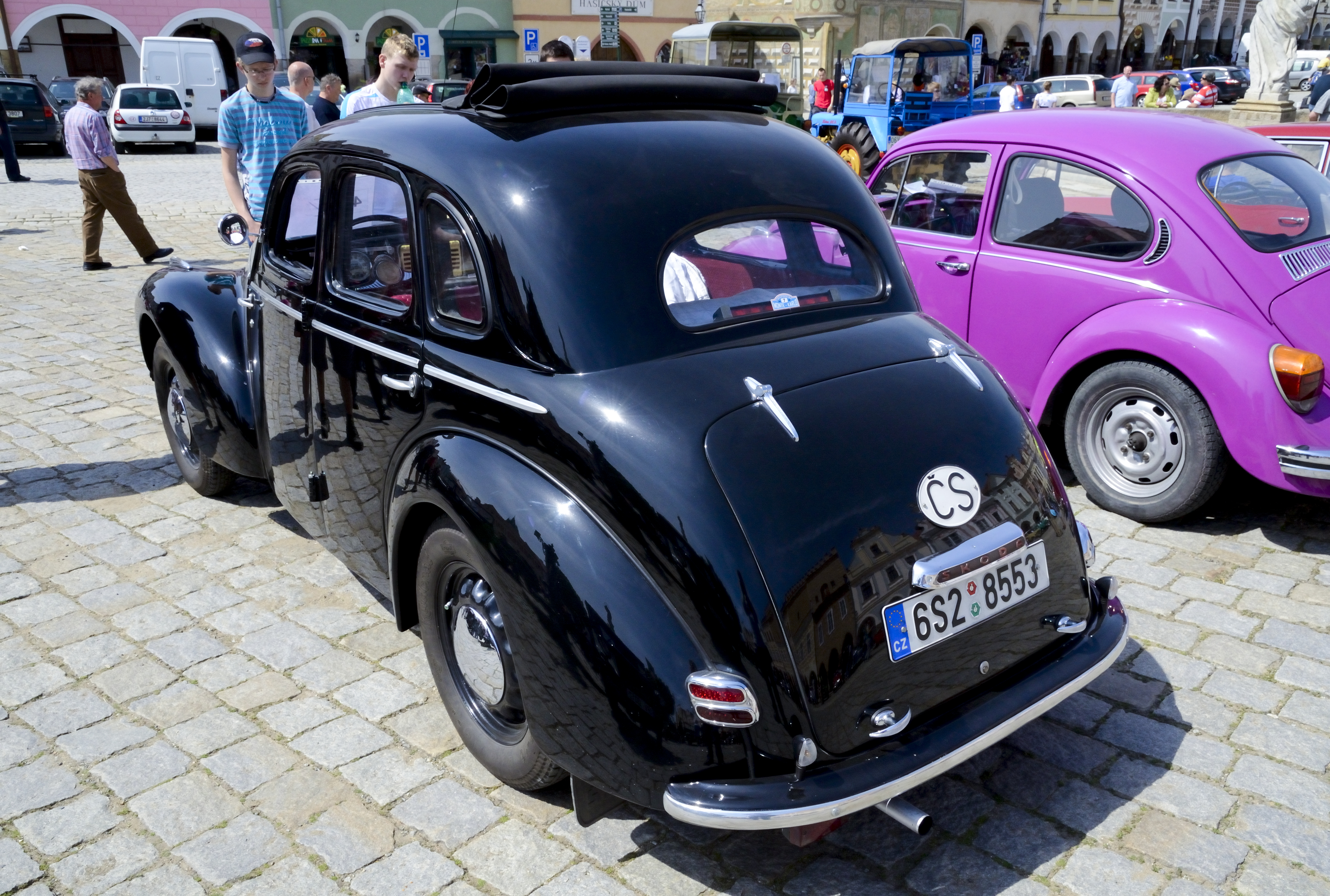
Škoda 1102 sedan

### Sedan
Czterodrzwiowa wersja sedan została zaprezentowana już we wrześniu 1946 na salonie w Paryżu, lecz produkcja seryjna rozpoczęła się dopiero w październiku 1948. Większość samochodów z tym nadwoziem wyprodukowano jako Škoda 1102. Od 1949 roku był to najliczniejszy model produkcyjny, lecz większość sedanów była kierowana na eksport, a w Czechosłowacji używano ich przede wszystkim dla celów administracji państwowej. Ostatnie sedany wyprodukowano 31 października 1951, a ogółem powstało ich ok. 18 000, wszystkie w zakładach w Mladej Boleslavi.

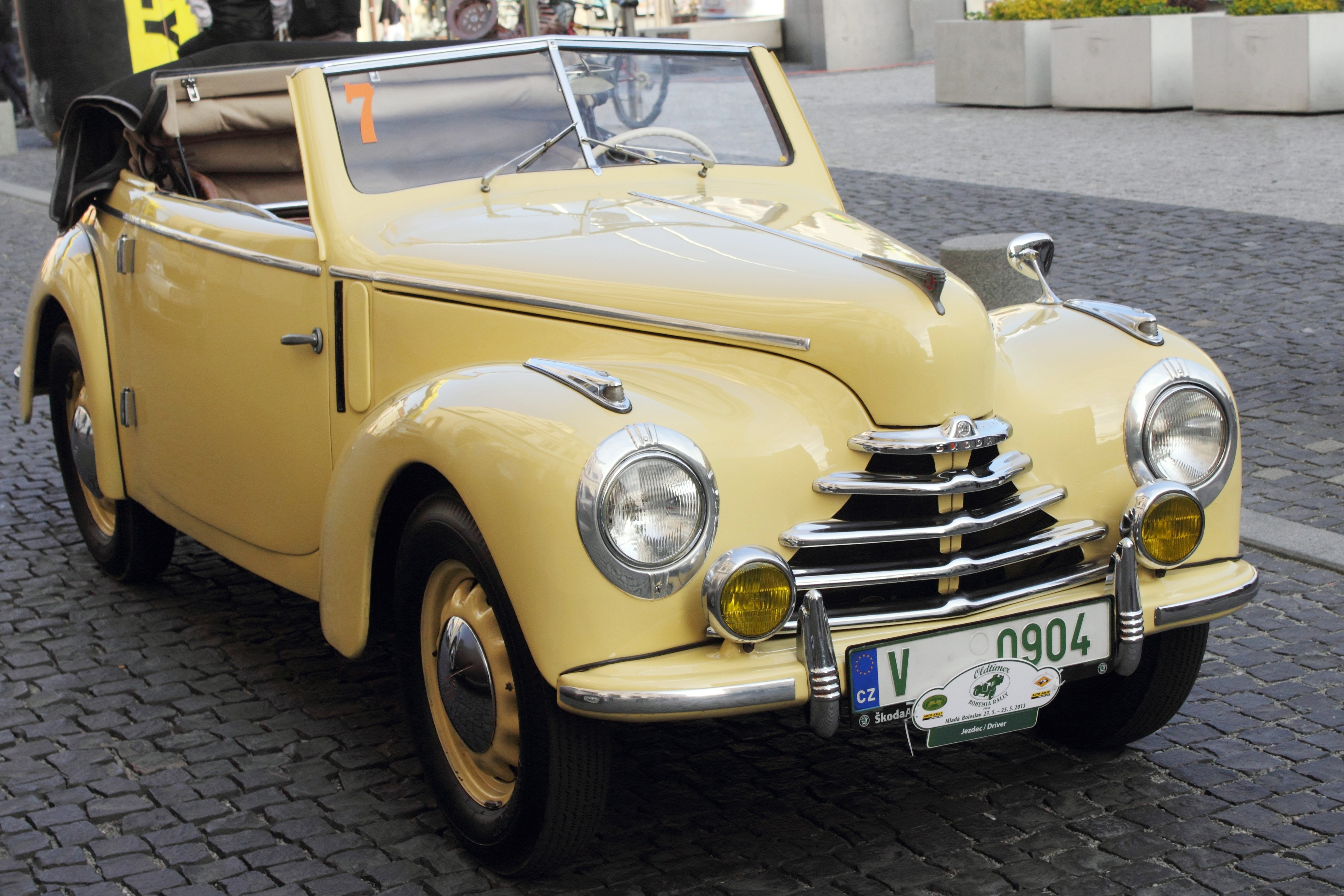
Škoda 1102 roadster

### Roadster
Wersja nazwana roadster (w zasadzie będąca kabrioletem) została zaprezentowana we wrześniu 1946 na salonie w Paryżu, a produkcja seryjna ruszyła od marca 1948. Posiadała ona składany miękki dach, dzieloną szybę przednią o bardziej dynamicznym wyglądzie (z chromowaną listwą na górnej krawędzi) i boczne okna bez ram. Z tyłu posiadała niewielką kanapę (układ 2+2 miejsca). Po 3 samochodach przedseryjnych, pierwsze 14 roadsterów wyprodukowano w Mladej Boleslavi, następnie w 1948 roku produkcję przeniesiono do zakładów w Vrchlabí (271 sztuk Škoda 1101) i Kvasinách (574 sztuki Škoda 1101 i 1321 sztuk Škoda 1102). Łącznie do czerwca 1951 wyprodukowano 2184 roadsterów, prawie wszystkie na eksport.

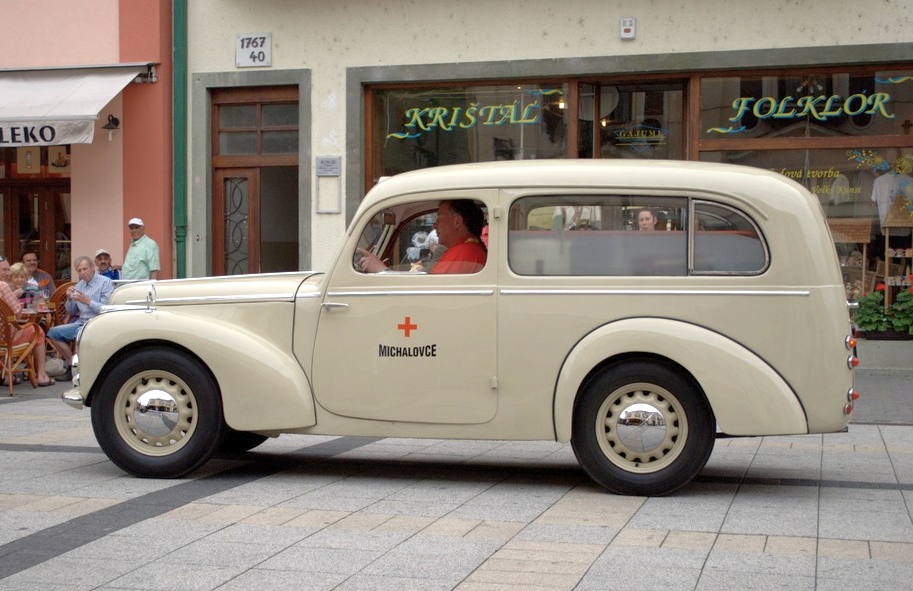
Škoda 1102 sanitarka

### Sanitarka (sanitní)
Karoseria sanitarki przedstawiała trzydrzwiowy furgon, z drzwiami w tylnej ściance otwieranymi na prawo, wyposażonymi w małe okienko. W tylnej części było jedno długie okno po każdej stronie, zmatowione do 2/3 wysokości. Nosze przewożone były po prawej stronie, a po lewej w tylnej części było rozkładane siedzenie. Przedział kierowcy był oddzielony przegrodą, a po jego prawej stronie były nosze. Z uwagi na obniżoną podłogę z tyłu, koło zapasowe zostało przeniesione na podłogę obok miejsca kierowcy. Nad przednim oknem i tylnymi drzwiami był świecący symbol czerwonego krzyża. Wersja ta posiadała (jako jedyna) ogrzewanie, powietrzem nagrzewanym od ciepła spalin, oraz w standardowym wyposażeniu reflektor przeciwmgielny. Typowym lakierem był metalizowany srebrny lub kolor kości słoniowej.
Sanitarki były produkowane tylko na podwoziach typu 1101. Prototyp zbudowano 30 kwietnia 1946, produkcja seryjna ruszyła od 1947 roku, a ostatnie wyprodukowano w grudniu 1951. Ogółem wyprodukowano ich 4561, w fabryce w Vrchlabí.

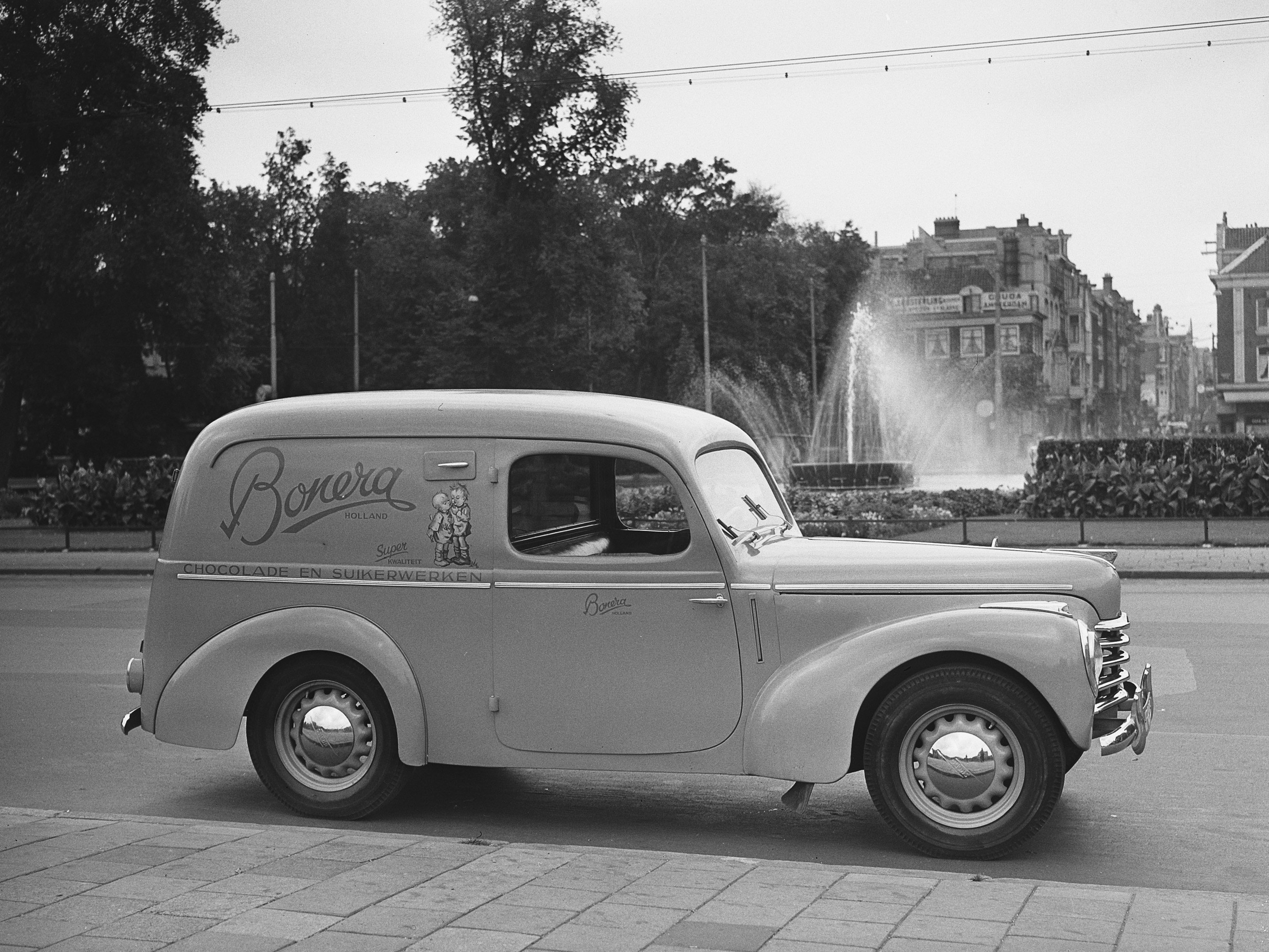
Škoda 1101 furgon w Holandii

### Dostawczy (dodávka)
Wariant dostawczy miał trzydrzwiowe nadwozie typu furgon, z drzwiami w tylnej ściance otwieranymi na prawo i wyposażonymi w małe okienko. Ściany przedziału ładunkowego pozbawione były okien, natomiast za przednimi drzwiami znajdowały się wywietrzniki. Przedział ładunkowy miał długość 1500 mm, wewnątrz na ścianach znajdowały się ochronne listwy drewniane, a pod podłogą umieszczone było koło zapasowe. Kabina kierowcy i pasażera oddzielona była ścianką z otwieranym okienkiem w górnej części. Ładowność furgonów wynosiła 350 kg, a po wzmocnieniu tylnych resorów w październiku 1948 – 500 kg.
Furgony były produkowane przez zakład w Vrchlabí. Pierwszy wyprodukowano 11 października 1946, a ostatni 23 maja 1952 (wariant ten był najdłużej produkowany z całej rodziny 1101/1102). Ogółem wyprodukowano ich 4946. Furgony produkowano na podwoziach 1101, z wyjątkiem eksportowej serii 350 sztuk z kierownicą po prawej stronie na podwoziu Škoda 1102.

### Kombi (station wagon, STW)
Wersja kombi, określana z angielskiego jako station wagon lub w skrócie STW, była trzydrzwiowa, z drzwiami w tylnej ściance otwieranymi na lewo. Okno w tylnych drzwiach było szersze, niż w karetce i furgonie. W porównaniu z furgonem i karetką, wersja ta miała szersze drzwi boczne, odpowiadające osobowej wersji tudor, w celu ułatwienia zajmowania miejsc na tylnej kanapie. Oparcie kanapy było składane, tworząc po złożeniu wydłużony przedział bagażowy. Podłoga przedziału bagażowego była pokryta gumą.
Wersja STW została wprowadzona do produkcji jako ostatnia – prototyp zbudowano w marcu 1949, a produkcja seryjna ruszyła w drugiej połowie tego roku. Model ten karosowany był przez kilka zakładów: w Brnie, Rousínovie i Pilźnie, od listopada 1950 w Vrchlabí (w miejsce roadsterów) i zakładach Letov w Pradze-Letňanach, i wreszcie od listopada 1951 w Kvasinach (również w miejsce roadsterów). W ostatnich trzech zakładach produkowano je do 1952 roku (ostatni 23 maja 1952).
Z uwagi na wielość zakładów karosujących, nadwozia wersji kombi poszczególnych serii różniły się w detalach. Istniały dwa główne warianty: z zewnętrznym blaszanym poszyciem szkieletu nadwozia (jak pozostałe odmiany) oraz bez zewnętrznego poszycia, z widocznym drewnianym szkieletem, wypełnionym od wewnątrz panelami ze sklejki lub bakelitu (tzw. typ woody). Nadwozie woody miało, jako jedyne, drzwi zawieszone na przednim słupku, a nie na tylnym, z uwagi na wytrzymałość.
Ogółem wyprodukowano 4393 samochody STW (1383 w Vrchlabí, 1072 w Kvasinách, 848 w Brnie, 569 w Rousínovie, 357 w Pradze-Letňanach i 164 w Pilźnie). Zdecydowana większość była na podwoziu model 1101, a w modelu 1102 tylko 239 sztuk.

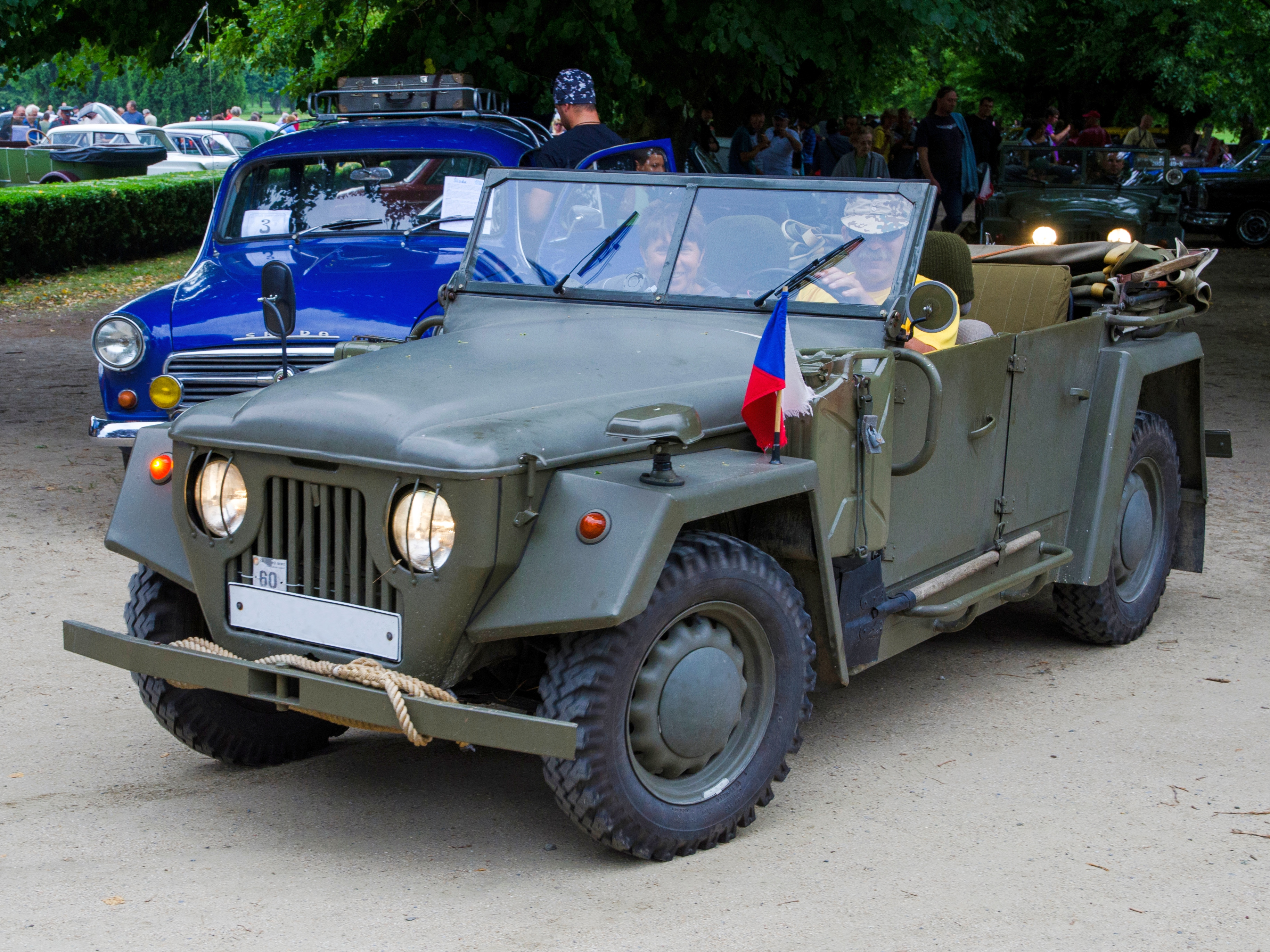
Škoda 1101 VO/P

### Wersja otwarta wojskowa
Na podwoziu modelu 1101 opracowano także wariant wojskowy VO (vojenský otevřený - wojskowy otwarty), różniący się całkowicie odmiennym otwartym czterodrzwiowym nadwoziem, przystosowanym dla potrzeb użytkowników wojskowych. Podobnie, jak w pojeździe bazowym, napędzana była jedynie tylna oś pojazdu, co w połączeniu z niewielkim prześwitem zapewniało jedynie minimalne możliwości jazdy w lżejszym terenie.
Prototyp został skonstruowany w 1947 roku. W latach 1948–1949 wyprodukowano 1457 sztuk modelu 1101 VO, po czym samochód przemianowano na 1101 P (pohotovostni) i w latach 1949-1951 wyprodukowano dalsze 2440 sztuk (inne dane: 1417 VO i 2820 P). Karoserie produkowano w zakładach Havlík w Mielniku oraz w Chocniu. Samochody Škoda 1101 VO/P używane były przede wszystkim przez armię czechosłowacką i korpus bezpieczeństwa narodowego SNB. Były także eksportowane, przede wszystkim do Jugosławii (ok. 700 sztuk) i Bułgarii (część karosowana na miejscu).

### Inne wersje
Opracowano także wersję sedan-kabriolet, zbliżoną do tudor-kabriolet (czterodrzwiową, ze stałymi ramkami bocznych okien i opuszczanym dachem). Jej nieukończony prototyp był zaprezentowany na salonie paryskim w 1946 roku, lecz nie wszedł następnie do produkcji.
W 1947 roku firma Sodomka opracowała własny dwudrzwiowy czteromiejscowy kabriolet na bazie modelu 1101. W porównaniu z roadsterem, miał dłuższe drzwi, dochodzące do tylnych błotników i wyposażone w małe okienka wentylacyjne, oraz jednolitą szybę przednią. Był on wystawiony w październiku 1947 roku na praskim salonie samochodowym na stoisku Sodomki, lecz nie był produkowany.
Istniały także nieseryjne warianty pick-up, z drewnianą lub metalową skrzynią, budowane prawdopodobnie tylko do celów transportu wewnątrzzakładowego w zakładach Škoda.
Samochody Škoda 1101 i 1102 były używane w sporcie samochodowym w zasadniczo niezmienionej postaci, poza nieco zwiększonym stopniem sprężania. wyższy współczynnik kompresji). Wiosną 1949 dwa samochody (tudor i roadster) zostały wyposażone w sprężarkę, z owalnym wlotem powietrza nad maską. Roadster miał ponadto niektóre panele nadwozia wykonane z lżejszego aluminium. Oprócz tego, na bazie modelu 1101 opracowano specjalny sportowy model Škoda Sport.

## W sporcie
- W roku 1948 Václav Bobek jako kierowca Škody 1101 wziął udział w pierwszym powojennym zagranicznym starcie tej firmy - Rajdzie Polski - wygrywając w klasie do 1200 cm³. Zachęcone sukcesem kierownictwo Škody zdecydowało o rozpoczęciu produkcji Škody Sport.